# Sinularia whiteleggei
Sinularia whiteleggei is een zachte koraalsoort uit de familie Alcyoniidae. De koraalsoort komt uit het geslacht Sinularia. Sinularia whiteleggei werd in 1914 voor het eerst wetenschappelijk beschreven door Lüttschwager. 